# Chypre aux Jeux olympiques d'hiver de 2006
Cet article contient des informations sur la participation et les résultats de Chypre aux Jeux olympiques d'hiver de 2006 à Turin en Italie. Chypre était représenté par un athlète.

## Médailles
|        | Médaille d'or | Médaille d'argent | Médaille de bronze | Total |
| ------ | ------------- | ----------------- | ------------------ | ----- |
| Chypre | 0             | 0                 | 0                  | 0     |

## Épreuves

### Ski alpin
Slalom H
- Theódoros Christodoúlou

Slalom géant H
- Theódoros Christodoúlou